# Cayuela
Cayuela è un comune spagnolo di 174 abitanti situato nella comunità autonoma di Castiglia e León.
Il comune comprende la località di Villamiel de Muñó.